# Selgenstadt (Wolframs-Eschenbach)

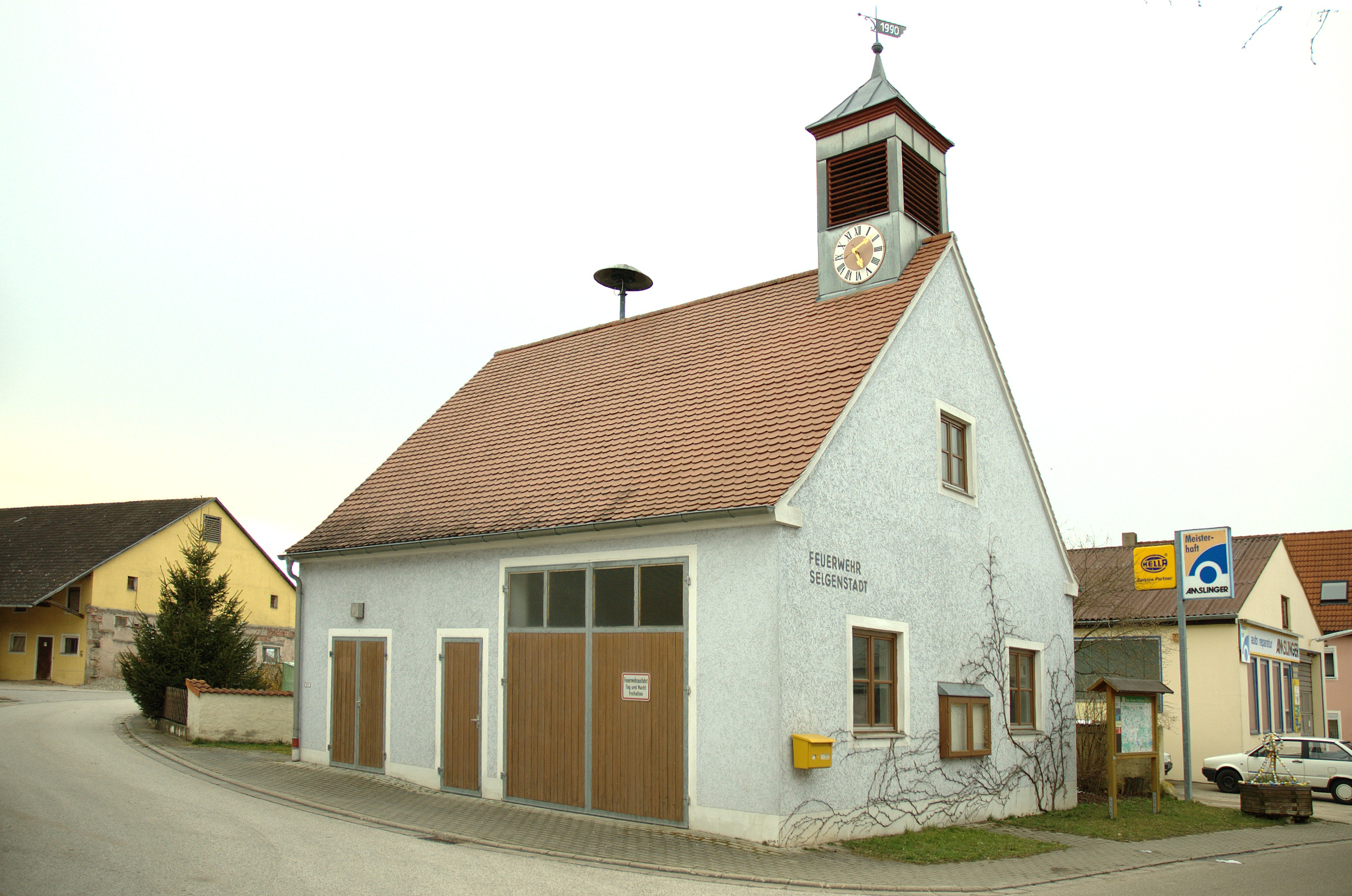
Feuerwehrhaus

Selgenstadt (fränkisch: Sälngschdod) ist ein Gemeindeteil der Stadt Wolframs-Eschenbach im Landkreis Ansbach (Mittelfranken, Bayern). Die Gemarkung Selgenstadt hat eine Fläche von 4,697 km². Sie ist in 628 Flurstücke aufgeteilt, die eine durchschnittliche Fläche von 7478,72 m² haben. In ihr liegt neben dem namensgebenden Ort der Gemeindeteil Adelmannsdorf.

## Geografie
Durch das Dorf fließt der Dorfbach, der in Mitteleschenbach als linker Zufluss in den Altbach mündet. Der Altbach ist ein rechter Zufluss des Erlbachs, der wiederum ein rechter Zufluss der Fränkischen Rezat ist. 1 Kilometer südlich befindet sich der Hintere Mönchsberg (500 m ü. NHN) im Mönchswald. 0,5 km westlich grenzt das Waldgebiet Tiefenschlag an, 0,5 km nordwestlich das Waldgebiet Lindenbühler Hart.
Die Kreisstraße AN 59 führt zur B 13 bei Dürrnhof (4,7 km südwestlich) bzw. nach Mitteleschenbach (2 km östlich). Über eine Gemeindeverbindungsstraße gelangt man nach Adelmannsdorf (2 km südwestlich).

## Geschichte
Der Ort wurde 1148 in einer Urkunde des Klosters Heilsbronn als „Selgenstat“ erstmals erwähnt, 1157/61 als „(vicula) Seliginstat“. Das Bestimmungswort des Ortsnamens ist der Personenname „Salīgo“. Eine Person dieses Namens ist als Gründer anzunehmen. Das Kloster erwarb dort nach und nach 11 Anwesen und somit fast den ganzen Ort.
Im 16-Punkte-Bericht des Oberamts Windsbach aus dem Jahr 1608 wurden für Selgenstadt 10 Mannschaften verzeichnet: die 6 Bauern und 4 Köbler unterstanden dem Verwalteramt Merkendorf. Außerdem gab es ein Gemeindehirtenhaus. Das Hochgericht übte das brandenburg-ansbachische Kasten- und Stadtvogteiamt Windsbach aus. Im 16-Punkte-Bericht des heilsbronnischen Vogtamts Merkendorf aus dem Jahr 1616 wurden die Anwesen als 6 Halbhöfe und 4 Güter qualifiziert. Das Verwalteramt Merkendorf übte das Gemeinderecht und den Hirtenstab aus. Während des Dreißigjährigen Krieges brannten zwei Häuser ab, die übrigen Häuser verödeten. Erst 30 Jahre nach Kriegsende wurde mit dem Wiederaufbau begonnen.
Gegen Ende des 18. Jahrhunderts gab es in Selgenstadt 14 Anwesen und ein Gemeindehirtenhaus. Das Hochgericht übte weiterhin das Kasten- und Stadtvogteiamt Windsbach aus, die Dorf- und Gemeindeherrschaft hatte das Verwalteramt Merkendorf. Alleiniger Grundherr über alle Anwesen war das Fürstentum Ansbach (Kastenamt Windsbach: 1 Schenk- und Schmiedstatt; Verwalteramt Merkendorf: 3 Höfe, 4 Halbhöfe, 4 Güter, 2 Gütlein). Es gab zu dieser Zeit 16 Untertansfamilien. Von 1797 bis 1808 unterstand der Ort dem Justiz- und Kammeramt Windsbach.
1806 kam Selgenstadt an das Königreich Bayern. Im Rahmen des Gemeindeedikts wurde Selgenstadt dem 1808 gebildeten Steuerdistrikt Gerbersdorf und der 1810 gegründeten Ruralgemeinde Gerbersdorf zugeordnet. Mit dem Zweiten Gemeindeedikt (1818) entstand die Ruralgemeinde Selgenstadt, zu der Adelmannsdorf gehörte. Sie war in Verwaltung und Gerichtsbarkeit dem Landgericht Heilsbronn zugeordnet und in der Finanzverwaltung dem Rentamt Windsbach. Von 1857 bis 1862 gehörte Selgenstadt zum Landgericht Gunzenhausen, ab 1862 zum Bezirksamt Gunzenhausen (1939 in Landkreis Gunzenhausen umbenannt) und ab 1865 zum Rentamt Gunzenhausen (1919 in Finanzamt Gunzenhausen umbenannt). Die Gerichtsbarkeit blieb beim Landgericht Gunzenhausen (1879 in Amtsgericht Gunzenhausen umbenannt). Die Gemeinde hatte 1964 eine Gebietsfläche von 4,699 km².
Seit dem 1. Juli 1972 gehört Selgenstadt zum Landkreis Ansbach, ein Jahr später wurde es dem Amtsgericht Ansbach und dem Finanzamt Ansbach zugeordnet. Am 1. Mai 1978 erfolgte im Zuge der Gebietsreform in Bayern die Eingemeindung nach Wolframs-Eschenbach.

### Bodendenkmal
In der Gemarkung Selgenstadt gibt es einen Grabhügel vorgeschichtlicher Zeitstellung.

### Einwohnerentwicklung
Gemeinde Selgenstadt
| Jahr      | 1818   | 1840   | 1852   | 1855   | 1861   | 1867   | 1871   | 1875   | 1880   | 1885   | 1890   | 1895   | 1900   | 1905   | 1910   | 1919   | 1925   | 1933   | 1939   | 1946   | 1950   | 1952   | 1961   | 1970   |
| Einwohner | 154    | 171    | 156    | 157    | 136    | 146    | 148    | 148    | 152    | 146    | 144    | 136    | 138    | 141    | 143    | 145    | 142    | 146    | 137    | 196    | 186    | 156    | 134    | 144    |
| Häuser    | 28     | 29     |        |        |        |        | 28     |        |        | 29     | 28     |        | 28     |        |        |        | 27     |        |        |        | 27     |        | 28     |        |
| Quelle    | [ 26 ] | [ 27 ] | [ 28 ] | [ 28 ] | [ 29 ] | [ 30 ] | [ 31 ] | [ 32 ] | [ 33 ] | [ 34 ] | [ 35 ] | [ 28 ] | [ 36 ] | [ 28 ] | [ 37 ] | [ 28 ] | [ 38 ] | [ 28 ] | [ 28 ] | [ 28 ] | [ 39 ] | [ 28 ] | [ 21 ] | [ 40 ] |

Ort Selgenstadt
| Jahr      | 001818 | 001840 | 001861 | 001871 | 001885 | 001900 | 001925 | 001950 | 001961 | 001970 | 001987 | 002012 | 002014 | 002020 |
| Einwohner | 80     | 85     | 75     | 79     | 83     | 75     | 73     | 88     | 65     | 73     | 80     | 51     | 42     | 43     |
| Häuser    | 14     | 14     |        |        | 15     | 15     | 14     | 14     | 15     |        | 16     |        |        |        |
| Quelle    | [ 26 ] | [ 27 ] | [ 29 ] | [ 31 ] | [ 34 ] | [ 36 ] | [ 38 ] | [ 39 ] | [ 21 ] | [ 40 ] | [ 41 ] |        | [ 42 ] | [ 1 ]  |

## Religion
Der Ort ist seit der Reformation evangelisch-lutherisch geprägt und bis heute nach Unserer Lieben Frau (Merkendorf) gepfarrt. Die Einwohner römisch-katholischer Konfession sind nach St. Nikolaus (Mitteleschenbach) gepfarrt.